# Opisthopterus
Opisthopterus es un género de peces de la familia Pristigasteridae, del orden Clupeiformes. Este género marino fue descrito científicamente en 1861 por Theodore Gill.

## Especies
Especies reconocidas del género:
- Opisthopterus dovii (Günther, 1868)
- Opisthopterus effulgens (Regan, 1903)
- Opisthopterus equatorialis Hildebrand, 1946
- Opisthopterus macrops (Günther, 1867)
- Opisthopterus tardoore (Cuvier, 1829)
- Opisthopterus valenciennesi Bleeker, 1872